# Rząd Alexandra Mensdorffa-Pouilly
Rząd Alexandra Mensdorffa-Pouilly - tymczasowy rząd, rządzący Cesarstwem Austriackim przez kilka miesięcy, od końca lipca do listopada 1865.
Premierem rządu był Alexander von Mensdorff-Pouilly. 